# Майя Бошкович-Стуллі
Майя Бошкович-Стуллі (хорв. Maja Bošković-Stulli; 1922, Осієк, Хорватія — 14 серпня 2012, Загреб, Хорватія) — хорватська науковиця у галузі фольклору; доктор наук (з 1961 року), дійсний член Хорватської академії наук і мистецтв (з 18 травня 2000 року).

## Біографія
Майя Бошкович-Стуллі народилась у 1922 році в Осієку. Початкову та середню школи відвідувала в Загребі. Закінчила філософський факультет (відділення славістики) Загребського університету. Захистила докторську дисертацію в 1961 році. Від 1952 року до виходу на пенсію в 1979 році працювала в Інституті народної творчості (нині Інститут етнології та фольклору) в Загребі, спершу асистенткою, надалі науковою співробітницею, а у 1963—73 роках — директоркою Інституту.
Бошкович-Стуллі є членом низки хорватських та міжнародних наукових і фахових товариств, має ряд нагород і відзнак за свою наукову діяльність, брала участь у численних національних та міжнародних наукових конференціях і семінарах. Була головною редакторкою, а потім членом редакції хорватського наукового щорічника «Наукова творчість» (Narodna umjetnost), також входить у редакційну раду авторитетного міжнародного фольклористичного часописа «Фабула» (Fabula).

## Джерело
- Профайл науковиці на сайт Хорватської академії наук і мистецтв (хор.)